# Samuel Alexejewitsch Greigh

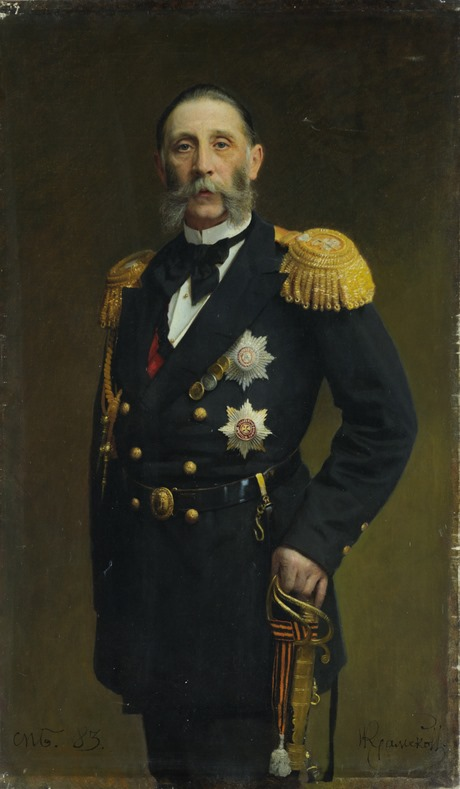
Samuel Alexejewitsch Greigh (1883)

Samuel Alexejewitsch Greigh (russisch: Самуи́л Алексе́евич Грейг; * 9. Dezember 1827 in Nikolaew; † 9. März 1887 in Berlin) stammte aus einem baltischen Rittergeschlecht mit schottischer Abstammung. Er stand im Dienst des russischen Kaiserreiches und war ein bedeutender und hochdekorierter russischer Staatsmann, General, Finanzminister und Mitglied des Staatsrats.

## Leben
Bereits in jungen Jahren, nämlich im Juni 1836 wurden für S.A. Greigh die Weichen zu einer militärischen Laufbahn gestellt. 1840 trat er seine Ausbildung im kaiserlichen Pagenkorps an und wurde 1844 zum Kammerjunker ernannt. Im August 1845 verließ er das Pagenkorps und trat als Kornett in das berittene Leibgarde-Regiment ein. Seine Feuertaufe erlebte er bei der Ungarischen Revolution im Jahre 1849.
Im November 1851 wurde er zum persönlichen Adjutanten von Alexander Sergejewitsch Menschikow, dem Befehlshaber der Truppen in Finnland und Chef des Hauptmarinestabs, abgestellt. Seine nächsten Kriegseinsätze waren im Krimkrieg, in der Schlacht an der Alma, in Sewastopol und in der Schlacht von Inkerman. Am 24. Oktober wurde er am Kopf verwundet und musste einen Genesungsurlaub antreten, am 15. November 1854 kehrte er nach Sewastopol zurück und versah seinen Dienst erneut bei Menschikow. 1855 diente er als Adjutant beim Generaladmiral Großfürst Konstantin Nikolajewitsch Romanow und begleitete diesen auf mehreren Reisen.
Mit der Beförderung zum Oberst im Jahre 1856 begann seine verwaltungstechnische Verwendung, er war in unterschiedlichen Kommissionen eingesetzt, erarbeitete Truppenstatuten, war im Kriegsministerium und wurde 1859 Vizedirektor des Seeministeriums, 1860 wurde er Amtsdirektor, mit gleichzeitiger Aufnahme in die Admiralität. Am 17. Oktober 1860 erhielt er die Beförderung zum Generalmajor. Erneut wurde er für besondere Aufgaben in Kommissionen und militärischen Gremien eingesetzt, hierzu gehörten das Komitee für Bildungseinrichtungen, der Ausschuss für Fragen zum Auf- und Ausbau einer Panzerflotte und das Eisenbahnkomitee.
Als Generalleutnant, zu dem er am 18. Mai 1866 befördert wurde, übernahm er einen leitenden Posten im Finanzministerium und wurde zum Vorsitzenden des Handels- und Fertigungsrates ernannt und übernahm die Leitung der maritimen Abteilung. In Abwesenheit des Finanzministers leitete er vorübergehend das Finanzressort. 1870 schlug er vor, anlässlich des 200. Jahrestages von Peter dem Großen, den Admiralitätsgarten in Sankt Petersburg zu errichten, die Arbeiten begannen im Juli 1872, als Berater hatte er sich den Botaniker Eduard August von Regel ausgewählt. Am 1. Januar 1874 wurde er zum Mitglied des Staatsrates berufen und im März 1874 zum General befördert. Gleichzeitig besetzte er nun das Amt des obersten Finanzkontrolleurs und strebte eine Reformpolitik an. Auf seine Initiative hin wurde 1877 die sogenannte „Feldkontrolle“ eingerichtet, die mit der Durchführung von Prüfungen der Wirtschaftssituation der Armee und der Feldkasse betraut war, das bedeutete, dass zum ersten Mal eine Art von Finanzcontrolling eingesetzt wurde.
1876 wurde er zum Ehrenmitglied der russischen  Akademie der Wissenschaften gewählt. Am 7. Juli 1878 wurde er zum Finanzminister ernannt, er folgte in diesem Amt Michael von Reutern, der in Uneinigkeit mit den wirtschaftlichen Folgen des russisch-türkischen Krieges zurücktrat. Als Finanzminister wollte er den aktiven Protektionismus fortsetzen, den er zuvor als oberster Finanzkontrolleur eingeschlagen hatte. Nach einem weiteren Attentat auf Alexander II. traten im Februar 1880 erhebliche Unruhen auf, die zur Umgestaltung des Regierungsapparates führten, als Erstes legte der Bildungsminister Dmitri Andrejewitsch Tolstoi sein Amt nieder. Im Oktober 1880 erfolgte die Entlassung Greighs, zuvor war er noch am 28. März 1880 zum Ehrenbürger der Stadt Sewastopol ernannt worden. Am 14. März 1881 war er als Gesandter zu dem spanischen und dem portugiesischen König – als Überbringung der Diplomatischen Note, dass Alexander III. den Thron bestiegen habe – entsandt worden, dieses war seine letzte offizielle Amtshandlung. Er starb am 9. März 1887 in Berlin und wurde auf dem Evangelischen Friedhof Smolensk in Sankt Petersburg beigesetzt.

## Orden und Ehrenzeichen

### Russische
- 1854 Russischer Orden der Heiligen Anna, 2. Klasse; 1858 mit Krone; 1864 1. Klasse
- 1855 Goldenes Schwert für Tapferkeit
- 1859 Orden des Heiligen Wladimir, 3. Klasse; 1866 2. Klasse; 1880 1. Klasse
- 1862 Russischer Sankt-Stanislaus-Orden, 1. Klasse
- 1870  Kaiserlich-Königlicher Orden vom Weißen Adler
- 1872 Alexander-Newski-Orden; 1877 mit Brillanten

### Ausländische
- 1857 Preußischer Roter Adlerorden, 2. Klasse
- 1857 Herzoglich Sachsen-Ernestinischer Hausorden, 1. Klasse
- 1857 Oldenburgischer Haus- und Verdienstorden des Herzogs Peter Friedrich Ludwig
- 1857 Savoyer Ritterorden der hl. Mauritius und Lazarus, Komtur
- 1857 Niederländischer Orden der Eichenkrone, Kommandeur
- 1857 Königreich Belgien  Leopoldsorden, Kommandeur
- Hannoversche Guelphen-Orden, Kommandeur
- 1865 Schwedischer Schwertorden, Großkreuz
- 1865 Dänischer Dannebrogorden, Großkreuz
- 1867 Persischer Sonnen- und Löwenorden, 1. Klasse
- 1873 Montenegrinischer Orden Danilos I. für die Unabhängigkeit, 1. Klasse
- 1873 Italienischer Orden der Krone, Großkreuz

Eduard August von Regel benannte nach ihm die Greig-Tulpe (Tulipa greigii) aus der Familie der Liliengewächse (Liliaceae).

## Herkunft und Familie

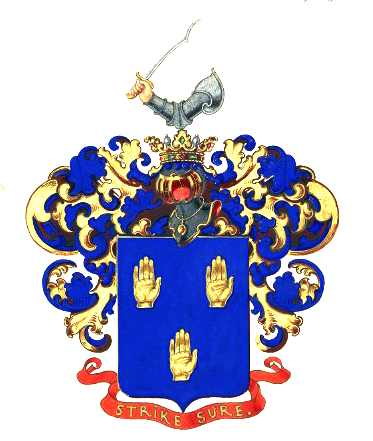
Familienwappen der baltischen Adelsfamilie Greig

Samuel Alexejewitsch Greigh stammte aus dem Adelsgeschlecht Greigh, welches bereits seit der Mitte des 18. Jahrhunderts in russischen Diensten stand, sie wurden in die Kurländische Ritterschaft aufgenommen. Sein Großvater war der russische Admiral Samuel Greigh (1736–1788), sein Vater war Alexis Greigh (1775–1845), der ebenfalls bis zum Admiral in der Kaiserlich-russischen Marine avancierte. Nach seinem Tod in Berlin wurde er nach Russland überführt und auf dem Lutherischen Friedhof Smolensk zu Petersburg beigesetzt.